# 擬線紋舌珍魚
擬線紋舌珍魚，為輻鰭魚綱水珍魚目水珍魚科的其中一種，分布於澳洲西部海域，深度150-156公尺，體長可達8公分，棲息在底層水域，生活習性不明。

## 扩展阅读
維基物種上的相關：擬線紋舌珍魚